# NGC 4538
NGC 4538 (również PGC 41850) – galaktyka spiralna (Sb), znajdująca się w gwiazdozbiorze Panny. Odkrył ją Albert Marth 22 marca 1865 roku.